# ملعب اروسفالن
ملعب اروسفالن (بالإنجليزية: Arosvallen)‏ هو ملعب كرة قدم يقع في فيستيروس، السويد، يتسع لـ 10,000 متفرج.

## التاريخ
افتتح الملعب في 1932.

## أهم الأحداث التي استضافها
- كأس العالم لكرة القدم 1958
- كأس العالم لكرة القدم للسيدات 1995